# Omeprazol
Az omeprazol (ami két aktív enantiomer molekula racém elegye) – egy szubsztituált benzimidazol – az antiszekretoros vegyületek osztályához tartozik. A gyomor-sósav szekréciót a parietális sejtben lévő proton-pumpa működésének gátlásán keresztül csökkenti. Az omeprazol olyan benzimidazol-származék, ami nem mutat anticholinerg vagy hisztamin H2 antagonista sajátosságokat.

## Hatása
Az omeprazol a bazális és a stimulált gyomorsavszekréció nagymértékben hatékony, elnyújtott hatásidejű gátlószere. Az omeprazol csak kis mértékű, inkonzisztens változásokat idéz elő a gyomornedv térfogatában, a pepszin és az intrinzik faktor kiválasztásában és nem befolyásolja a gyomor motilitását.
Az omeprazol gyomor protonpumpa gátló, közvetlenül és dózisfüggően gátolja a H+/K+-ATPáz enzimet, ami a gyomorsav elválasztásért felelős a gyomor parietalis sejtjeiben. Ennek a szelektív intracelluláris hatásmódnak köszönhetően, ami független más membrán- receptortól (mint pl. a hisztamin H2, a muscarin M1 vagy a gastrinerg receptoroktól), az omeprazol a savgátló gyógyszerek egy olyan csoportjába tartozik, melyek a savtermelés utolsó lépését gátolják.
Mivel a sósavképződés utolsó lépcsőjét gátolja, ezért mind a bazális mind az inger hatására képződött sósavtermelést egyaránt hatásosan csökkenti. Így növeli a gyomorsav pH-ját és csökkenti a gyomorsav-elválasztás mértékét. A prodrug omeprazol gyenge bázisként felhalmozódik a parietális sejtek savas közegében és csak a molekula protonizálódását és átrendeződését követően válik a H+/K+-ATPáz inhibitorává.
A pH 4-nél savasabb közegben a protonizált omeprazole átalakul omeprazole szulfénamiddá, aktív hatóanyaggá. Az omeprazol bázis felezési-idejével összehasonlítva az omeprazol szulfénamid tovább tartózkodik a sejtben. A megfelelően alacsony pH csak a gyomor parietális sejtjeiben található; ez magyarázza az omeprazol nagy specificitását. Egyedül az omeprazol-szulfénamid kötődik az enzimhez, és gátolja meg azt a hatása kifejtésében.
Ha az enzimrendszer gátolt, a pH-érték emelkedik és kevesebb omeprazole halmozódik fel, ill. alakul át a parietális sejtekben. Következésképpen az omeprazol felhalmozódását egyfajta feedback mechanizmus szabályozza.

## Fordítás
Ez a szócikk részben vagy egészben  az   Omeprazole című angol Wikipédia-szócikk fordításán alapul.  Az eredeti cikk szerkesztőit annak laptörténete sorolja fel. Ez a jelzés csupán a megfogalmazás eredetét és a szerzői jogokat jelzi, nem szolgál a cikkben szereplő információk forrásmegjelöléseként.